# Marielle de Sarnez
Marielle Lebel de Sarnez (Parigi, 27 marzo 1951 – Parigi, 13 gennaio 2021) è stata una politica francese, europarlamentare dal 1999 al 2017.

## Biografia
Figlia del politico Olivier de Sarnez, dopo il baccalauréat Marielle si dedicò alla politica e fu una sostenitrice di Valéry Giscard d'Estaing; per alcuni anni si occupò di dirigere la sezione giovanile dell'Unione per la Democrazia Francese.
Negli anni novanta divenne consigliera e capo di gabinetto del ministro François Bayrou. Nel 1999 venne eletta al Parlamento europeo e due anni dopo divenne anche membro del Consiglio di Parigi. Nel 2004 venne rieletta europarlamentare e aderì al Partito Democratico Europeo, mentre nel 2007 fu cofondatrice e vicepresidente del Movimento Democratico, ottenendo un terzo mandato all'Europarlamento. Nel 2010 decise di lasciare il seggio da consigliera per le troppe assenze dovute ai suoi impegni da parlamentare europea.
Marielle de Sarnez è vicepresidente del gruppo dell'ALDE. Sia nel 2007 che nel 2014 è stata la candidata del Movimento Democratico per la carica di sindaco di Parigi.
È morta nel gennaio 2021 all'età di 69 anni a seguito di una leucemia fulminante.

## Vita privata
Divorziata dal politico Philippe Augier, era la madre della scrittrice Justine Augier e di Augustin Augier, Direttore Generale dell'Alliance for International Medical Action (ALIMA), una ONG medica umanitaria..

## Opere
- Féminin singulier, Plon, 2008 (ISBN 978-2259208154)
- Petit dictionnaire pour faire aimer l'Europe, Éditions Grasset & Fasquelle, 2009 (ISBN 9782246754916)